# Sotnia
Sotnia (em russo:  сотня, transl. centúria, em ucraniano:  сотня, transl. centúria) foi uma unidade administrativa e militar, uma divisão dos regimentos das hostes cossacas. Era comandada por um oficial chamado Sotnique ou Iesaul.

## História
No Voisko da antiga Rus', os regimentos foram divididos em sotnias. Os comerciantes da cidade de Moscou, foram divididos em unidades de classe - sotnias, e os residentes de Novogárdia (Novogárdia Magna, República da Novogárdia) e seus subúrbios foram divididos, de acordo com seus negócios, em sotnias, e foram registrados: sotnia dos gosti (Gostinaia sotnia), sotnia têxtil (Sukonaia sotnia) e outros.
Os regimentos cossacos, escreve Vladimir Ivanoviche Dal, estão agora divididos em sotnias, nos quais, no entanto, há mais de cem pessoas.
Em Slobozhanshchina, da década de 1640 a 1765, a sotnia foi uma unidade paramilitar da divisão administrativo-territorial do Regimento Sloboda, que, por sua vez, era também uma unidade administrativo-territorial do gubernia (vice-reino). Em 1765, sotnias foram unidas em comissariados.
Desde o início do séc. XVIII , ocorreu o registo legal da classe cossaca, os seus direitos e responsabilidades no contexto da estrutura de poder do Império Russo, a atribuição de representantes da classe cossaca ao Ministério da Guerra, em desta vez regimentos cossacos clássicos apareceram no exército do Império Russo, que consistia em seiscentos.
No início do séc. XX, a sotnia tinha 120 funcionários em tempos de paz e 135 durante a guerra.
No Exército Imperial Russo, sotnia correspondiam a um esquadrão de cavalaria ou a uma companhia de infantaria. De acordo com "Calma Don" de Sholokhov, a sotnia de Pedro Melekhov (como parte do Exército do Don) consistia em quatro pelotões.